# Objektdiagramm
| Strukturdiagramme der UML      |
| ------------------------------ |
| Klassendiagramm                |
| Komponentendiagramm            |
| Kompositionsstrukturdiagramm   |
| Objektdiagramm                 |
| Paketdiagramm                  |
| Profildiagramm                 |
| Verteilungsdiagramm            |
| Verhaltensdiagramme der UML    |
| Aktivitätsdiagramm             |
| Anwendungsfalldiagramm         |
| Interaktionsübersichtsdiagramm |
| Kommunikationsdiagramm         |
| Sequenzdiagramm                |
| Zeitverlaufsdiagramm           |
| Zustandsdiagramm               |

Ein Objektdiagramm (engl. object diagram) ist eine der 14 Diagrammarten in der Unified Modeling Language (UML), einer Modellierungssprache für Software und andere Systeme.
Das Objektdiagramm ist ein Strukturdiagramm, da es die Struktur des modellierten Systems für einen limitierten Zeitabschnitt bzw. konkreten Zeitpunkt (Momentaufnahme) zeigt. Die Darstellung umfasst dabei typischerweise  Ausprägungsspezifikationen von  Klassen und  Assoziationen.
Das Objektdiagramm kann die Belegung der Attribute für die dargestellten  Ausprägungsspezifikationen anzeigen. Da die Anzahl der Attribute sehr groß sein kann, ist es möglich, nur bestimmte Attribute aufzulisten, welche für den Zweck, den man verdeutlichen möchte, ausreichen.
Der Aufbau des Objektdiagramms ist ähnlich dem Klassendiagramm, nur dass im obersten Kasten nicht „nur“ der fettgedruckte Classifiername bzw. Klassenname steht, sondern [Instanzname] : [Classifiername bzw. Typ] und zwar unterstrichen. Der Instanzname ist optional und kann bei nicht benannten (anonymen) Objekten weggelassen werden. Ist kein Classifiername bekannt, so kann dieser auch weggelassen werden. Genauso können – anders als in vielen Programmiersprachen – mehrere Classifier (durch Kommata getrennt) auf einmal angegeben werden.

## Beispiele

Beispiel eines Objektdiagramms

Die Abbildung links zeigt ein Objektdiagramm mit Ausprägungsspezifikationen für zwei Ausprägungen der Klasse Person und einer Objektbeziehung zwischen diesen Ausprägungen.